# Comté de Baldwin (Géorgie)
Pour les articles homonymes, voir Comté de Baldwin et Baldwin.
Le comté de Baldwin est un comté de Géorgie, aux États-Unis.

## Démographie
| 1810  | 1820  | 1830  | 1840  | 1850  | 1860  |
| ----- | ----- | ----- | ----- | ----- | ----- |
| 6 356 | 7 734 | 7 295 | 7 250 | 8 148 | 9 078 |

| 1870   | 1880   | 1890   | 1900   | 1910   | 1920   |
| ------ | ------ | ------ | ------ | ------ | ------ |
| 10 618 | 13 806 | 14 608 | 17 768 | 18 354 | 19 791 |

| 1930   | 1940   | 1950   | 1960   | 1970   | 1980   |
| ------ | ------ | ------ | ------ | ------ | ------ |
| 22 878 | 24 190 | 29 706 | 34 064 | 34 240 | 34 686 |

| 1990   | 2000   | 2010   | - | - | - |
| ------ | ------ | ------ | - | - | - |
| 39 530 | 44 700 | 45 720 | - | - | - |